# Nerf calcanéen médial
Le nerf calcanéen médial (ou rameau calcanéen médial du nerf tibial) est un nerf sensitif du pied.

## Origine
Le nerf calcanéen médial est une branche collatérale du nerf tibial qui nait dans la région rétro-malléolaire interne.

### Variation
Il peut naitre du nerf plantaire latéral.

## Trajet
Le nerf calcanéen médial se termine en plusieurs filets terminaux dans la plante du pied qui sont parfois réunis en un tronc commun formant le nerf cutané plantaire.

## Zone d'innervation
Le nerf calcanéen médial innerve la peau du talon et la face médiale de la plante du pied.